# Сверчув (гмина)
Сверчув (пол. Świerczów) — сельская гмина (волость) в Польше, входит как административная единица в Намыслувский повет, Опольское воеводство. Население — 3649 человек (на 2004 год).

## Демография
| Перепись                       | Всего   | Всего | Женщины | Женщины | Мужчины | Мужчины |
| ------------------------------ | ------- | ----- | ------- | ------- | ------- | ------- |
| Единицы                        | человек | %     | человек | %       | человек | %       |
| Население                      | 3649    | 100   | 1855    | 50,8    | 1794    | 49,2    |
| Плотность населения (чел./км²) | 33,1    | 33,1  | 16,8    | 16,8    | 16,3    | 16,3    |

## Сельские округа
1. Бонковице
2. Липа
3. Белице
4. Пшигожеле
5. Бестшиковице
6. Домброва
7. Кузница-Домбровска
8. Голя
9. Скуже
10. Гродзец
11. Мейсце
12. Мёдары
13. Грабувка
14. Кузнице
15. Зелёны-Ляс
16. Старосцин
17. Гужина
18. Мала-Колёня
19. Сверчув
20. Венжовице
21. Язвинка
22. Збица
23. Озёмбель
24. Осек
25. Печиска
26. Волч
27. Завада
28. Зожув

## Соседние гмины
1. Гмина Домашовице
2. Гмина Любша
3. Гмина Намыслув
4. Гмина Покуй
5. Гмина Попелюв